# Sakurai (Nara)
Sakurai (jap. 桜井市, -shi) ist eine Stadt in der Präfektur Nara in Japan.

## Geographie
Sakurai liegt südlich von Nara.

## Geschichte
Sakurai wurde am 1. September 1956 gegründet.

## Sehenswürdigkeiten
Zu den Sehenswürdigkeiten der Stadt gehören der Ōmiwa-Schrein (大神神社, Ōmiwa-jinja), der Tanzan-Schrein (beides Shintō-Schreine), sowie der Hase-dera und der Shōrin-ji (聖林寺) (beides buddhistische Tempel).

## Verkehr
- Straße:
  - Nationalstraßen 165, 166, 169
- Zug:
  - Kintetsu Ōsaka-Linie

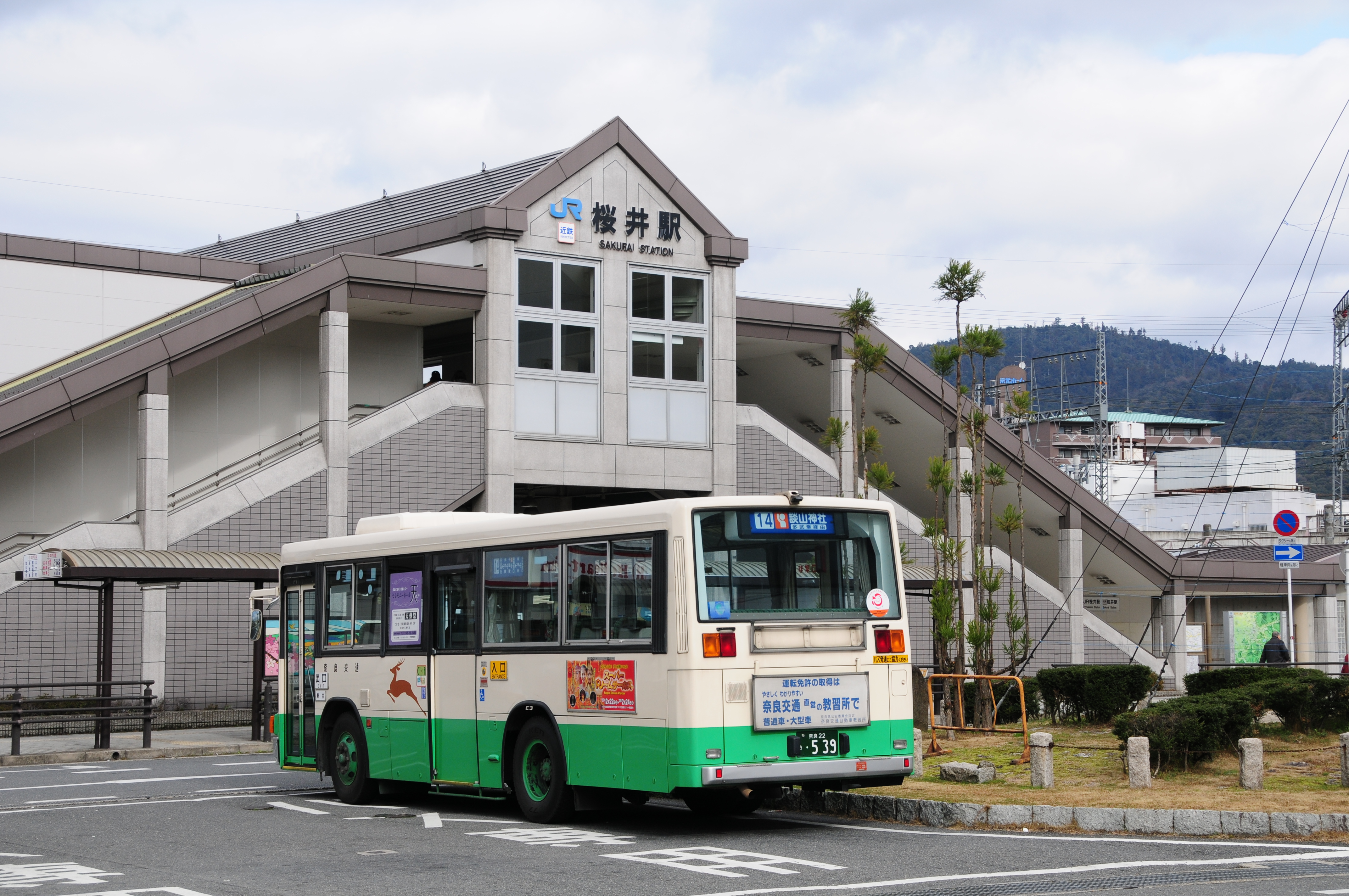
Bahnhof Sakurai

  - JR Sakurai-Linie, nach Nara und Yamatotakada

## Städtepartnerschaften
- Chartres, seit 1989

## Söhne und Töchter der Stadt
- Yasuda Yojūrō (1910–1981), japanischer Schriftsteller

## Angrenzende Städte und Gemeinden
- Nara
- Tenri
- Kashihara
- Uda
- Asuka